# Basilicastijl

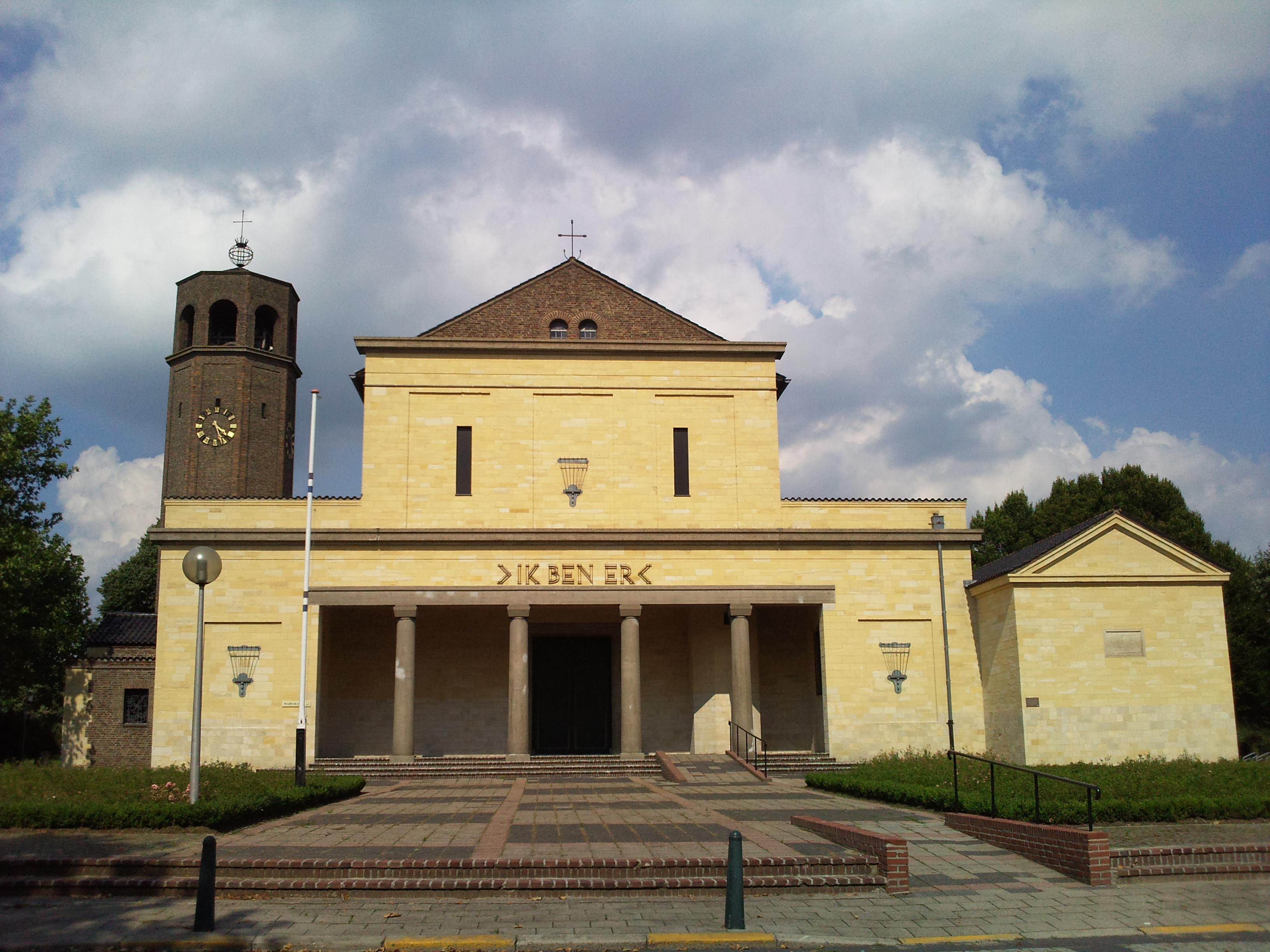
Sint-Martinuskerk te Gennep

Met basilicastijl wordt een kerkelijke bouwstijl bedoeld, waarbij het ontwerp refereert aan de vroegchristelijke bouwkunst.
De betreffende vroegchristelijke kerken waren gebouwd naar voorbeeld van een basilica, een type Romeins gebouw met een openbare functie. Het waren meestal driebeukige gebouwen waarvan de middenbeuk hoger was dan de zijbeuken en, evenals de zijbeuken, kleine vensters bezat. De later ontwikkelde basiliek kent eveneens deze rangschikking van middenbeuk en zijbeuken. De middenbeuk van een basilica heeft aan beide zijden rechte binnenmuren die geschraagd worden door pilaren. Het gewelf is vlak. Basilicakerken hebben geen transept, zijn dus geen kruiskerken. De middenbeuk heeft een -in het algemeen zwak hellend- zadeldak. De apsis is gewoonlijk halfrond. Veel Romaanse kerken kennen overigens ook nog veel elementen van deze stijl.
De ingangspartij van een basilicakerk wordt meestal gekenmerkt door een overdekte zuilengalerij, die zich bijvoorbeeld onder een lessenaardak kan bevinden.
Dit stramien werd gebruikt voor een aantal naoorlogse kerken. In Nederland bijvoorbeeld de Sint-Eligiuskerk te Oostburg (1949), de Onze-Lieve-Vrouw van de Rozenkranskerk te Oosterhout (1953) en de Sint-Martinuskerk te Gennep (1954).